# سلطان محمد عامری
سلطان محمد خان عامری (۱۲۶۸–۲۱ اسفند ۱۳۵۱) روزنامه‌نگار و از چهره‌های سیاسی دوران قاجار و مدیران دولتی دوران پهلوی بود که به سبب مشارکت در کودتای سوم اسفند ۱۲۹۹ و همکاری با سید ضیاءالدین طباطبائی و همچنین پرونده اتهامات فساد مالی در دوران رضا شاه پهلوی شهرت یافت.

## آغاز کار
پدرش میرزا نصرالله خان اسدالسلطنه نایینی، پیشکار ناصرالدین شاه و سرپرست ساخت عمارت مسعودیه بود. در دبیرستان البرز تحصیل کرد و به مدت دو سال رئیس دفتر سید حسن مدرس بود. در سال ۱۲۹۲ پس از پایان تحصیلاتش در مدرسه آمریکایی، به استخدام اداره مالیاتهای غیرمستقیم وزارت مالیه (دارایی) درآمد و همزمان در مدرسه آمریکایی نیز درس می‌داد. او به روزنامه‌نگاری نیز می‌پرداخت و در روزنامه نوبهار متعلق به ملک‌الشعرای بهار فعالیت می‌کرد.

## کودتای سوم اسفند
سلطان محمد در سال ۱۲۹۸ به اروپا رفت و پس از بازگشت در روزنامه رعد متعلق به سید ضیاءالدین طباطبایی فعال شد. او در جلسات کمیته آهن شرکت می‌جست که در خانه سید ضیاء در زرگنده شمیران تشکیل می‌شد و به آن کمیته زرگنده نیز می‌گفتند. این کمیته در شکل‌گیری کودتای سوم اسفند ۱۲۹۹ نقش داشت. پس از کودتا، سلطان محمدخان رئیس کابینه (رئیس دفتر) سیدضیاء و سپس معاون وزیر مالیه شد. بنابر برخی اسناد، سلطان محمد خان در رویداد کودتا و کابینه کودتا جاسوس احمد شاه بوده و فعالیتهای کودتاچیان را به دربار گزارش می‌کرده‌است.
انتخابات دوره چهارم مجلس شورای ملی پیش از کودتا برگزار شد و سلطان محمدخان از نایین انتخاب شد اما سیدضیاء جلو تشکیل مجلس را گرفت. پس از سقوط کابینه سیدضیاء و اخراج او از ایران، مجلس تشکیل شد اما اعتبارنامه سلطان محمدخان را به سبب همکاری او با سیدضیاء رد کرد و او نتوانست به مجلس راه یابد. سلطان محمدخان هنگام بررسی اعتبارنامه اش در مجلس (پنجم امرداد ۱۳۰۰) در دفاع از خود گفت نه تنها در کودتا نقشی نداشته بلکه از آن بی اطلاع بوده و چون دولت سیدضیاء را دولتی قانونی می‌دانسته که با فرمان شاه تشکیل شده و همچنین از آنجا که کارمند دولت بوده و به کسب معیشت نیاز داشته، همکاری با سیدضیاء را پذیرفته‌است. او خطاب به نمایندگان گفت:

«آیا به واسطه نداشتن معیشت یا نداشتن هیچ گناه و تقصیر باید از بهترین حقوق زندگانی محروم شوم؟ آقایان به یک قیام و قعود که در دسته‌جات خودتان قرار داده‌اید آتیه کسی را سیاه نکنید».

سردار معظم (تیمورتاش) در پاسخ او گفت:

«این هشت کرور که از مالیه مملکت [رفت] در زمان کفالت [شما] بود یا خیر؟ آیا این حواله‌جات که در وجه حامل پرداخته می‌شد در چه زمانی بود؟ در زمان کفالت جنابعالی بود یا نه؟ آیا مصارف را برای خراسان که به عقیده من باید فعلاً از او مسترد شودُ باید جزء اصلاحات مالیه شمرد یا جزء تفریط کاری‌های مالیه ایران؟»

در پی اصرار زیاد سلطان محمدخان به بیگناهی خود، سید حسن مدرس گفت:

«مثل این است که آقای سلطان محمدخان تکیه‌شان را به جایی داده‌اند و به مجلس آمده‌اند (منظورش انگلیس بود). به واسطه این که [این] سلطان محمدخان غیر از سلطان محمدخان شش ماه پیش است که با هم دوست بودیم و جداً می‌گویم همان‌طور که سید ضیاء تکیه خودش را به جای دیگر داد و ملت ایران او را نابود ساخت، شما هم مثل همان اگر تکیه‌تان را به جای دیگر کرده‌اید، انشاءالله الرحمن این ملت و همین وکلایی که می‌بینید که به نظر شما نمی‌آید، انشاءالله شما را هم نیست و نابود خواهند نمود».

در رأی‌گیری برای اعتبارنامه سلطان محمدخان، حتی یک نماینده هم به نشانه موافقت از جا برنخاست. او هنگامی که از صحن مجلس خارج می‌شد جلو در برگشت و خطاب به نمایندگان صدا زد: «همه وجدان کش» و از مجلس خارج شد. تماشاچیان صدا زدند: «به مجلس توهین می‌کند. جسارت می‌کند».

## از کشتی‌ها چه خبر؟
سلطان محمد خان عامری پس از ناکامی در ورود به مجلس، شروع به انتشار روزنامه ای به نام صور کرد. با تغییر سلطنت و روی کارآمدن رضاشاه، دوباره به صحنه سیاست بازگشت و در دوره ششم مجلس شورای ملی به نمایندگی نایین انتخاب شد. سپس در سال ۱۳۰۵ معاون وزارت مالیه (دارایی)، در ۱۳۰۶ معاون وزارت داخله (کشور)، در ۱۳۰۹ رئیس حسابداری راه‌آهن شمال، در ۱۳۱۲ معاون وزارت طرق (راه) و در فروردین ۱۳۱۴ حاکم رضائیه (ارومیه) شد.
عامری در زمستان ۱۳۱۴ به اتهام اختلاس و در ارتباط با پرونده فساد مالی در وزارت طرق به زندان افتاد که علی منصور وزیر و شماری از مدیران این وزارتخانه متهمان آن پرونده بودند. محمد نبوی از مدیران وزارت طرق و دایی همسر علی منصور اعتراف کرده بود که از نماینده شرکتی هلندی شصت هزار تومان برای اعطای قرارداد ساخت بندر نوشهر گرفته و میان شماری از دست‌اندرکاران وزارت طرق تقسیم کرده و از جمله، ۶۵۰۰ تومان آن را به عامری داده بوده‌است. علی‌اصغر طالقانی مدیر داخلی شرکت سوئدی سنتاب نیز اعتراف کرده بود که برای کسب قرارداد ساخت پل در مازندران و گیلان به علی منصور و شماری از دیگر مدیران وزارت طرق رشوه داده و به سلطان محمد عامری نیز طی چند نوبت مجموعاً چهار هزار تومان پرداخته‌است.
به گفته خواهرزاده‌اش ایرج عامری که تا چند سال پیش معاون سازمان اسناد و کتابخانه ملی بود، عامل دیگر زندانی شدنش این بوده که در زمانی که معاون وزارت طرق بوده، دو کشتی شن کش و لجن کش از ایتالیا برای لایروبی رود کارون خریداری می‌کند که یکی از آنها به گل می‌نشیند. محمدحسین آیرم رئیس شهربانی و اداره سیاسی وقت از موضوع مطلع می‌شود و از سلطان محمد عامری درخواست رشوه می‌کند اما رضا شاه اطلاع می‌یابد و از عامری می‌پرسد: «از کشتی‌ها چه خبر؟» عامری به دروغ می‌گوید کشتی‌ها مشغول فعالیتند و رضاشاه درجا دستور حبس او را صادر می‌کند.
سلطان محمد خان عامری پس از شهریور ۱۳۲۰ از زندان آزاد شد. با تدوین و تصویب نخستین برنامه توسعه هفت ساله ایران و تأسیس سازمان برنامه، عامری به انتخاب مجلس در هفتم اردیبهشت ۱۳۲۹ به عضویت هیئت نظارت بر این سازمان انتخاب شد و این انتخاب بار دیگر در هشتم آذر ۱۳۳۳ تمدید شد.

## بازماندگان
عامری در گورستان ظهیرالدوله شمیران به خاک سپرده شده‌است. او دو همسر به نامهای عصمت و معصومه داشت که از آنها دارای چهار دختر و چهار پسر شد که عبارتند از: هوشنگ عامری استاندار کرمان و مدیرعامل شرکت بیمه ایران، مظفر عامری معاون وزارت آب و برق در دوران نخست‌وزیری شریف امامی، مراد عامری (ساکن آلمان) و سعادت عامری استاد دانشگاه در آمریکا.

## خانه عامری‌ها
سلطان محمد عامری در سال ۱۳۰۵ قطعه زمینی به مساحت ۲۷۵۰ از مستملکات حاج امین‌الضرب (در خیابان فیشرآباد یا سپهبد قرنی کنونی و ضلع شمالی میدان فردوسی تهران) خرید و خانه ای در آن ساخت که در سال ۱۳۹۳ با اینکه ثبت ملی شده بود، برای ساخت پارکینگ مجمتع تجارت جهانی تخریب شد.

## آثار
- ترجمه تاریخ کشورهای متحده آمریکا
- ترجمه شرح حال توماس جفرسن سومین رئیس‌جمهوری آمریکا نوشته ژون لی سنیتزکی
- ترجمه مقالاتی در زمینه تصوف و اسماعیلیه